# Boszniai uralkodók házastársainak listája

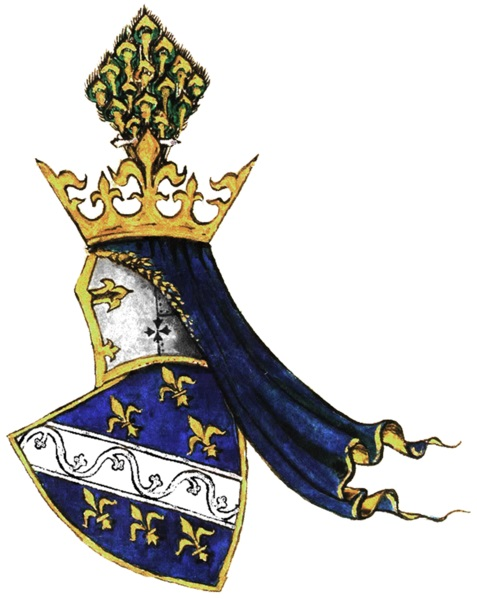
A Boszniai Királyság címere

A boszniai uralkodók házastársainak listáját tartalmazza az alábbi táblázat 1287-től 1463-ig. 1463 után nem szuverén uralkodók oszmán és magyar fennhatóság alatt, valamint címzetes királyok.

## A középkori Bosnyák Királyság (Bánság) Visoko, Bobovác (Babolc), majd 1460-tól 1463-ig Jajca székhellyel

### Kotromanić-dinasztia
| Képe                                                                                    | Címere                                                                                  | Neve                                                                                    | Apja                                                                                    | Születése                                                                               | Házassága                                                                                                   | Uralkodói hitvessé válása (koronázása)                                                                      | Uralkodói hitvesi terminus vége                                                         | Halála                                                                                  | Házastársa       |
| --------------------------------------------------------------------------------------- | --------------------------------------------------------------------------------------- | --------------------------------------------------------------------------------------- | --------------------------------------------------------------------------------------- | --------------------------------------------------------------------------------------- | --- | --- | --------------------------------------------------------------------------------------- | --------------------------------------------------------------------------------------- | ---------------- |
|                                                                                         |                                                                                         | Nemanjić Erzsébet bánné                                                                 | Dragutin István szerb király (Nemanjić-dinasztia)                                       | 1270 körül                                                                              | 1283 után                                                                                                   | 1287 férje bánná válása                                                                                     | 1314 férje halála                                                                       | 1331                                                                                    | I. István        |
| –                                                                                       |                                                                                         | Piast Erzsébet bánné                                                                    | III. Kázmér kujáviai herceg (Piast-dinasztia)                                           | 1302                                                                                    | 1323/1324. június                                                                                           | 1323/1324. június                                                                                           | 1345. augusztus 22. után                                                                | 1345. augusztus 22. után                                                                | II. István       |
| –                                                                                       |                                                                                         | Šubić Ilona anyakirályné                                                                | Šubić György, Bribir, Klissza és Split grófja (Šubić család)                            | 1306 körül                                                                              | (I. Tvrtko anyja)                                                                                           | 1377. október 26. fia királlyá válása                                                                       | 1378. április 10. után                                                                  | 1378. április 10. után                                                                  | I. Tvrtko        |
| –                                                                                       |                                                                                         | Sisman Dorottya bánné majd királyné                                                     | Iván Szracimir bolgár cár Vidinben (Sisman-ház)                                         | 1355 körül                                                                              | 1374. december 8. házasságkötése 1377. október 26. férje királlyá válása 1377 koronázása, Mileševa kolostor | 1374. december 8. házasságkötése 1377. október 26. férje királlyá válása 1377 koronázása, Mileševa kolostor | 1382 után/1390. augusztus (előtt)                                                       | 1382 után/1390. augusztus (előtt)                                                       | I. Tvrtko        |
|                                                                                         |                                                                                         | Gruba Ilona királyné                                                                    | N. Nikolić (Nikolić család)                                                             | 1345 körül                                                                              | ? | 1391. március férje trónra lépte                                                                            | 1395. szeptember 7. férje halála                                                        | 1399. március 13. után                                                                  | Dabiša István    |
| Férje halála után nem ment férjhez újra, uralkodása alatt nem volt házastársa 1395–1398 | Férje halála után nem ment férjhez újra, uralkodása alatt nem volt házastársa 1395–1398 | Férje halála után nem ment férjhez újra, uralkodása alatt nem volt házastársa 1395–1398 | Férje halála után nem ment férjhez újra, uralkodása alatt nem volt házastársa 1395–1398 | Férje halála után nem ment férjhez újra, uralkodása alatt nem volt házastársa 1395–1398 | Férje halála után nem ment férjhez újra, uralkodása alatt nem volt házastársa 1395–1398                     | Férje halála után nem ment férjhez újra, uralkodása alatt nem volt házastársa 1395–1398                     | Férje halála után nem ment férjhez újra, uralkodása alatt nem volt házastársa 1395–1398 | Férje halála után nem ment férjhez újra, uralkodása alatt nem volt házastársa 1395–1398 | Gruba Ilona      |
| –                                                                                       |                                                                                         | Kujeva királyné                                                                         | Radin Jablanić (Jablanić család)                                                        | 1385 körül                                                                              | 1399. február 5. előtt                                                                                      | 1399. február 5. előtt                                                                                      | 1404. április/május férje trónfosztása                                                  | 1434. december 15. után                                                                 | Ostoja István    |
| Trónfosztásáig nem nősült meg, első uralkodása alatt nem volt házastársa 1404–1409      | Trónfosztásáig nem nősült meg, első uralkodása alatt nem volt házastársa 1404–1409      | Trónfosztásáig nem nősült meg, első uralkodása alatt nem volt házastársa 1404–1409      | Trónfosztásáig nem nősült meg, első uralkodása alatt nem volt házastársa 1404–1409      | Trónfosztásáig nem nősült meg, első uralkodása alatt nem volt házastársa 1404–1409      | Trónfosztásáig nem nősült meg, első uralkodása alatt nem volt házastársa 1404–1409                          | Trónfosztásáig nem nősült meg, első uralkodása alatt nem volt házastársa 1404–1409                          | Trónfosztásáig nem nősült meg, első uralkodása alatt nem volt házastársa 1404–1409      | Trónfosztásáig nem nősült meg, első uralkodása alatt nem volt házastársa 1404–1409      | II. Tvrtko       |
| –                                                                                       |                                                                                         | Kujeva újra királyné                                                                    | Radin Jablanić (Jablanić család)                                                        | 1385 körül                                                                              | 1409. október férje újra király                                                                             | 1409. október férje újra király                                                                             | 1415 válás                                                                              | 1434. december 15. után                                                                 | Ostoja István    |
| –                                                                                       |                                                                                         | Nelipić Ilona királyné                                                                  | Ivan II Nelipić/Nelipčić (Nelipics János/Johannes Nelipcich) gróf (Ivanić család)       | 1375 körül                                                                              | 1416. október előtt                                                                                         | 1416. október előtt                                                                                         | 1418. szeptember férje halála                                                           | 1422. március                                                                           | Ostoja István    |
| Nem nősült meg, uralkodása alatt nem volt házastársa 1418–1420                          | Nem nősült meg, uralkodása alatt nem volt házastársa 1418–1420                          | Nem nősült meg, uralkodása alatt nem volt házastársa 1418–1420                          | Nem nősült meg, uralkodása alatt nem volt házastársa 1418–1420                          | Nem nősült meg, uralkodása alatt nem volt házastársa 1418–1420                          | Nem nősült meg, uralkodása alatt nem volt házastársa 1418–1420                                              | Nem nősült meg, uralkodása alatt nem volt házastársa 1418–1420                                              | Nem nősült meg, uralkodása alatt nem volt házastársa 1418–1420                          | Nem nősült meg, uralkodása alatt nem volt házastársa 1418–1420                          | Ostojić István   |
| –                                                                                       |                                                                                         | Garai Dorottya ? királyné                                                               | Garai János temesi ispán (Garai család)                                                 | 1410                                                                                    | 1428. április 9. eljegyzés, valószínűleg be sem teljesedett házasság                                        | 1428. április 9. eljegyzés, valószínűleg be sem teljesedett házasság                                        | 1438                                                                                    | 1438                                                                                    | II. Tvrtko újra  |
| –                                                                                       |                                                                                         | Vojača királyné                                                                         | N. N.                                                                                   | 1417 körül                                                                              | ? | 1443. november                                                                                              | 1445. május válás                                                                       | 1445 után                                                                               | István Tamás     |
|                                                                                         |                                                                                         | Vukčić Katalin királyné                                                                 | Vukčić István szent szávai herceg (Kosača család)                                       | 1424                                                                                    | 1446. május 26.                                                                                             | 1446. május 26.                                                                                             | 1461. július 10. férje halála                                                           | 1478. október 25.                                                                       | István Tamás     |
| –                                                                                       |                                                                                         | Brankovics Mária királyné                                                               | II. Lázár szerb despota (Brankovics-ház)                                                | ?                                                                                       | 1459. április 1., Szendrő                                                                                   | 1461. július 10. férje trónra lépte                                                                         | 1463. június 5. férje kivégzése                                                         | 1498/9                                                                                  | Tomašević István |

## A Bosnyák Királyság feltámasztása Észak-Boszniában magyar fennhatóság alatt Jajca székhellyel, 1471–1477

### Újlaki-ház
| Képe | Címere | Neve                     | Apja                                         | Születése | Házassága  | Uralkodói hitvessé válása (koronázása)    | Uralkodói hitvesi terminus vége     | Halála    | Gyermekei                        | Házastársa    |
| ---- | ------ | ------------------------ | -------------------------------------------- | --------- | ---------- | ----------------------------------------- | ----------------------------------- | --------- | -------------------------------- | ------------- |
| –    |        | Széchy Dorottya királyné | Széchy János asztalnokmester (Széchy család) | ?         | 1459 előtt | 1471. szeptember előtt férje trónra lépte | 1477. április/november férje halála | 1495 után | 1. Újlaki János 2. Újlaki Lőrinc | Újlaki Miklós |

## Címzetes királynék

### Hunyadi-ház
| Képe | Címere | Neve                                | Apja                                                         | Születése | Házassága                        | Uralkodói hitvessé válása (koronázása) | Uralkodói hitvesi terminus vége   | Halála                  | Gyermekei | Házastársa   |
| ---- | ------ | ----------------------------------- | ------------------------------------------------------------ | --------- | -------------------------------- | -------------------------------------- | --------------------------------- | ----------------------- | --- | ------------ |
|      |        | Frangepán Beatrix címzetes királyné | Frangepán Bernát, Veglia és Modrus grófja (Frangepán család) | 1480      | 1496. március 10-e körül, Modrus | 1496. március 10-e körül, Modrus       | 1504. október 4./12. férje halála | 1510. március 27. előtt | Első házasságából: 1. Corvin Erzsébet 2. Corvin Kristóf 3. Corvin Mátyás Második házasságából: 4. Brandenburgi N. (gyermek) | Corvin János |